# Lauri Pihkala
Lauri "Tahko" Pihkala (né Gummerus, le 5 janvier 1888 à Pihtipudas et décédé le 20 mai 1981 à Helsinki) est un athlète et professeur de sport finlandais. Il est l'inventeur du pesäpallo, la variante finlandaise du baseball. En 1969, il est l'une des premières personnes à recevoir un doctorat honorifique en sciences du sport de l'université de Jyväskylä, avec l'homme politique et président Urho Kekkonen et le professeur Kaarina Kari.

## Biographie

### Carrière sportive
Il participe par deux fois aux Jeux Olympiques d'été en athlétisme. Une première fois en 1908 à Londres où il s'engage sur le saut en hauteur, le lancer du disque et le lancer du poids. Pour sa seconde participation, en 1912 à Stockholm, il s'aligne sur le 800 mètres.
Dans les années 1910, il devient le premier entraîneur d'athlétisme professionnel finlandais. Par la suite, il travaille également comme instructeur d'éducation physique au sein de l'armée finlandaise. Grand amateur de sport et de jeux, il a participé au développement de plusieurs sports de plein air. Parmi ces jeux se trouve le pesäpallo dont il fixe définitivement les règles en 1922 après 10 ans de développement.

### Guerre civile finlandaise
Pendant la guerre civile finlandaise, il est responsable de la propagande au sein de l'unité de la Garde Blanche "Devils of Kuhmoinen" du major Hans Kalm.
Par la suite, Pihkala est connu comme un activiste politique de droite. Il soutient l'eugénisme et le voit comme un moyen d'améliorer les prouesses militaires du peuple finlandais.

## Palmarès
| Date | Compétition     | Lieu      | Résultat  | Épreuve          | Marque  |
| ---- | --------------- | --------- | --------- | ---------------- | ------- |
| 1908 | Jeux Olympiques | Londres   | 16e       | Saut en hauteur  | 1.68 m  |
| 1908 | Jeux Olympiques | Londres   | 12e - 42e | Lancer du disque | Inconnu |
| 1908 | Jeux Olympiques | Londres   | NC        | Lancer du poids  | DNS     |
| 1912 | Jeux Olympiques | Stockholm | NC        | 800 mètres       | DNF     |

## Records
| Épreuve          | Marque      | Lieu    | Date |
| ---------------- | ----------- | ------- | ---- |
| 800 mètres       | 1 min 58s 1 | Inconnu | 1911 |
| Saut en hauteur  | 1,75 m      | Inconnu | 1909 |
| Lancer du disque | 31,40 m     | Inconnu | 1906 |